# Bruce Ramsay
Bruce Ramsay (Montreal, 31 dicembre 1966) è un attore e regista canadese.

## Carriera
Ha interpretato il protagonista del film Hellraiser - La stirpe maledetta.
Attivo anche come regista, nel 2011 dirige il film Hamlet, nel quale interpreta anche il protagonista Amleto. Nel 2022 produce e interpreta la serie televisiva The Porter.

## Filmografia

### Cinema
- Alive - Sopravvissuti (Alive), regia di Frank Marshall (1993)
- Hellraiser - La stirpe maledetta, regia di Alan Smithee e Kevin Yagher (1997)
- Danni collaterali (Collateral Damage), regia di Andrew Davis (2002)
- Timeline - Ai confini del tempo (Timeline), regia di Richard Donner (2003)
- Jericho Mansions, regia di Alberto Sciamma (2003)
- Brick Mansions, regia di Camille Delamarre (2014)

#### Televisione
- Street Legal - serie TV, 2 episodi (1991)
- Fallen Angels - serie TV, episodio 2x02 (1995)
- Nash Bridges - serie TV, episodio 5x07 (1999)
- Bonanno - La storia di un padrino (Bonanno - A Godfather's Story), regia di Michael Poulette (1999) - film TV
- Island of the Dead - L'isola della morte (Island of the Dead), regia di Tim Southam – film TV (2000)
- JAG - Avvocati in divisa (JAG) - serie TV, episodio 8x19 (2003)
- G-Spot - serie TV, 4 episodi (2005-2009)
- Babylon 5: The Lost Tales - serie TV, 2 episodi (2005)
- Human Target - serie TV, episodio 1x07 (2010)
- Supernatural - serie TV, episodio 5x17 (2010)
- 21-12-2012 La profezia dei Maya (Doomsday Prophecy), regia di Jason Bourque – film TV (2011)
- Hamlet, regia di Bruce Ramsay - film TV (2011)
- XIII: The Series - serie TV, 6 episodi (2012)
- The Killing - serie TV, episodi 2x06, 2x13 (2012)
- Dietro i candelabri (Behind the Candelabra), regia di Steven Soderbergh – film TV (2013)
- Continuum - serie TV, 5 episodi (2013)
- 19-2 - serie TV, 37 episodi (2014-2017)
- The Art of More - serie TV, 12 episodi (2015-2016)
- Reign - serie TV, episodio 2x11 (2015)
- 21 Thunder - serie TV, 5 episodi (2017)
- Cardinal - serie TV, 6 episodi (2018)
- Transplant - serie TV, 2 episodi (2022-2023)
- The Porter - serie TV, 7 episodi (2022)

### Regista
- Hamlet (2011)
- The Porter (2022)

## Doppiatori italiani
Nelle versioni in italiano delle opere in cui ha recitato, Peter Sarsgaard è stato doppiato da:
- Riccardo Rossi in Alive - Sopravvissuti, Bonanno - Storia di un Padrino
- Fabrizio Manfredi in Danni collaterali
- Andrea Ward in Hellraiser - La stirpe maledetta
- Alberto Bognanni in Supernatural
- Lorenzo Scattorin in 21-12-2012 La profezia dei Maya
- Antonio Angrisano in The Killing
- Andrea Lavagnino in Dietro i candelabri
- Gabriele Calindri in Continuum
- Lucio Saccone in Brick Mansions
- Massimo De Ambrosis in Transplant (ep. 4x05)